# Ненецкая мифология
Ненецкая мифология — мифология ненцев, является частью самодийской мифологии и имеет ряд персонажей и сюжетов, схожих с мифологиями других самодийских народов.

## Общие сведения
В мифологических представлениях ненцев сочетаются вертикальная и горизонтальная системы размещения антагонистических миров. Основа мифологической картины ненцев — представления о космосе и хаосе, а также о пространстве и времени. В последнем выделяются три этапа: рождение богов, возникновение мира и появление человека и животных. Также распространен сюжет о биологическом рождении богов «подземной старухой».
Вертикальная система мира в мифологии ненцев представлена тремя уровнями — Верхним, Средним и Нижним мирами. Верхний мир — это небо, населенное богами, Средний — Земля, на которой живут люди и многочисленные духи, а Нижний мир располагается под землей и населен злыми духами.
В мифологических сюжетах ненцев находят отражения межэтнические отношения ненцев с другими народами Севера, в том числе и столкновения. Значительную часть мифологических сюжетов ненцев занимают мифы о сиртя (сихиртя) — мифическом народе, живший на Ямале до прихода ненцев.
У ненцев распространены многочисленные обряды, связанные с мифологическими персонажами — жертвы и дары богам, общение с духами посредством шаманов и т. д.

## Персонажи ненецкой мифологии
- Минлей — гигантская птица, создающая ветер;
- Нга — самодийское божество, у ненцев выполняет роль главного злого бога, противостоящего Нуму;
- Нгылека — злые духи, подчиненные Нга;
- Нум — верховное божество самодийской вообще и ненецкой в частности мифологии;
- Сиртя (сихиртя) — мифический народ из мифологии ненцев;
- Тадебцо — духи — помощники шаманов;
- Урэр — мифический шаман, поднявшийся на Луну с помощью семидневного камлания.